# João IX de Constantinopla
João IX de Constantinopla (em grego: Ἰωάννης Θ΄ Ἀγαπητός ou Ἱερομνήμων}}), dito Agápeto ou Hieromnemo, foi o patriarca grego ortodoxo de Constantinopla entre 1111 e 1134. O seu epíteto é por ele ter exercido, antes de sua elevação, a função de hieromnemon no Patriarcado. Ele era sobrinho de um proeminente metropolita de Calcedônia.

## Vida e obras
Ele era um clérigo do ramo acadêmico e filosófico da hierarquia da Igreja que ascendeu até o topo. Ele buscou reverter a tendência secularizante ao proibir o clero de atuar como advogados nas cortes civis. Acadêmico por toda vida, ele tentou restaurar a grande, mas dispersa, coleção de livros da capital, uma vez que não existia uma biblioteca central em Constantinopla. Ele tornou habitual a compra de coleções de livros de homens poderosos recém-falecidos e colocou os empregados do patriarcado para recopiá-los. Estas medidas expandiram enormemente a abrangência dos títulos mantidos na Grande Igreja.
Nos assuntos religiosos, ele defendeu a tendência de tornar o clero patriarcal - e não as comunidades monásticas - a principal autoridade da Ortodoxia. João também convocou um sínodo em Constantinopla em 1117 que condenou a doutrina de Eustrácio de Niceia como sendo nestoriana, a despeito da defesa feita por João. Durante o seu patriarcado, alguns esforços foram feitos pelo imperador bizantino Aleixo I Comneno para tentar reverter o cisma entre o ocidente e o oriente, mas sem sucesso, principalmente pela insistência do papa Pascoal II, em 1112, para que o patriarca de Constantinopla reconhecesse a primazia do Papa sobre "todas as Igrejas de Deus por todo o mundo". Isto era algo que ele não poderia fazer, pois enfrentava a oposição da maioria do clero secular, dos monges e da população laica.